# Блок циліндрів

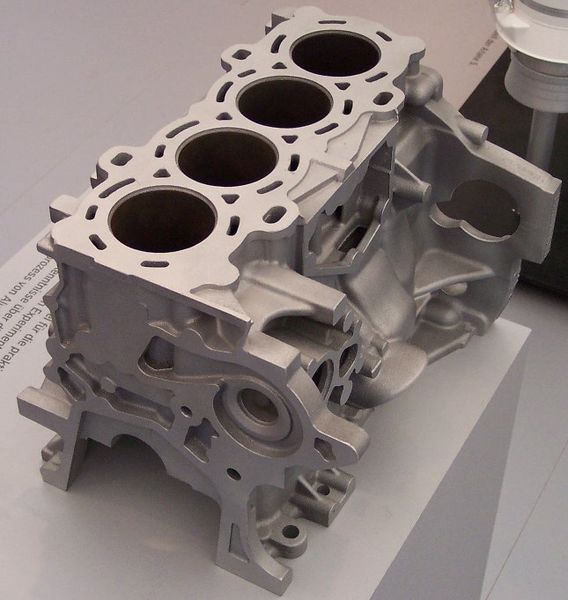
«Голий» блок циліндрів. Матеріал — алюмінієвий сплав з додаванням кремнію та локально зміцненими стінками циліндрів. У сучасного автомобіля блок циліндрів є єдиною деталлю з картером двигуна.

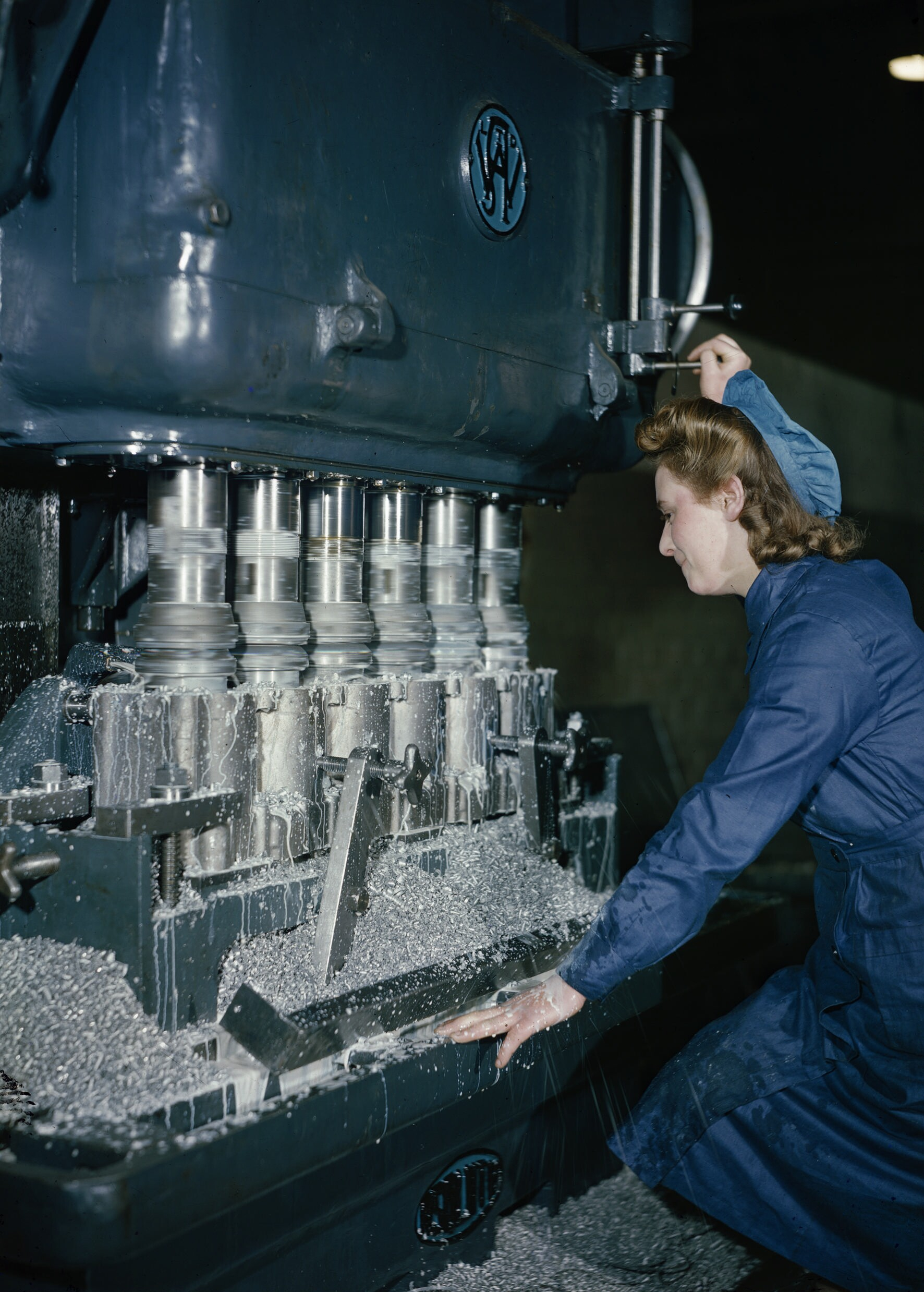
Виготовлення блоку циліндрів авіадвигуна Rolls Royce під час Другої світової війни

Блок цилі́ндрів (англ. cylinder block) — група циліндрів поршневої машини, виготовлених в одному загальному виливку, який є основною деталлю дво- і більше циліндрового поршневого двигуна внутрішнього згоряння або поршневого компресора.
Відливається, як правило, з чавуну, рідше — ливарних алюмінієвих або магнієвих сплавів. На блоці циліндрів є опорні поверхні для установки колінчастого валу. До верхньої частини блоку кріпиться головка блоку циліндрів, нижня частина утворює верхню частину картера. У нижній частині блока циліндрів розташовані опорні поверхні для встановлення колінчастого вала, у верхній частині блока, зазвичай, кріпиться головка блоку циліндрів. Нижня частина блока циліндрів є одночасно верхньою частиною картера. Крім того у нижній частині блока циліндрів двигуна розташовуються опорні поверхні розподільного вала механізму газорозподілу для конструкцій двигунів із нижнім його розташуванням (типи SV та OHV). Отже, блок циліндрів є базовою (корпусною деталлю) двигуна чи компресора, до якої так чи інакше кріпляться решта їх компонентів. Картер зчеплення на деяких двигунах йде в комплекті та обробляється спільно, і в такому випадку (як і кришки корінних підшипників) не повинен знеособлюватись при ремонті.
Блок циліндрів використовують у двигунах з рідинним охолодженням, причому порожнини блоку утворюють сорочку охолодження. У двигунах з повітряним охолодженням виготовлення циліндрів в одному блоці вагомих переваг не дає, і тому майже не застосовується. Окрім функції корпусної деталі, блок циліндрів має додаткові функції: є основною частиною системи змащення — по каналах у блоці циліндрів моторна олива під тиском подається до місць змащення, а у двигунах рідинного охолодження — і системи охолодження: охолоджувальна рідина циркулює порожнинами блока циліндрів, що утворюють сорочку охолодження.

## Історія

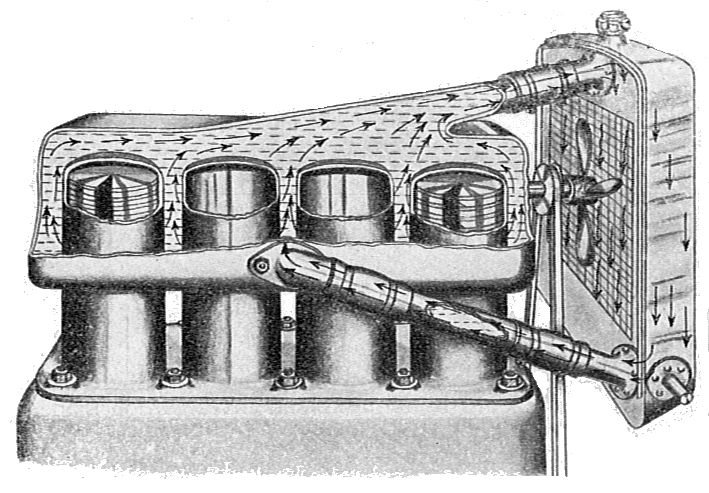
Старовинний двигун з окремим від картера блоком циліндрів

Після появи поршневих двигунів, з метою покращення рівномірності обертання, масогабаритних показників, збільшення ККД (іскрові) та зниження вібрації, були створені багатоциліндрові конструкції. На ранніх двигунах, зважаючи на технологічні труднощі, картер кривошипного механізму приєднувався на болтах, часто були окремими циліндри, сорочки охолодження, водяні та масляні трубки.
У міру розвитку технологій лиття та верстатної обробки (тобто зменшення ймовірності дефектів настільки складної деталі) блок циліндрів об'єднав у собі верхню частину картера і всі циліндри. Це зменшило кількість деталей, їхню сумарну вагу, і збільшило жорсткість (що дозволяє, наприклад, форсувати двигуни по наддуву). Наразі такі назви як «блок двигуна», «блок циліндрів», «блок» можна почути у сервісі або серед водіїв, і всі вони належать саме до цієї єдиної деталі. Блок-картер є деталь, що об'єднує в собі блок і всі стінки картера (часто це тунельний блок-картер), але і її зазвичай називають так само.
Проте проблеми транспортного характеру досі змушують виготовляти великогабаритні суднові двигуни з окремим картером, окремими циліндрами, окремими головками. Основні суднові дизелі настільки великі і важкі (до 600..800 тонн), що перевозяться залізницею частинами і монтуються будівельними кранами . З експлуатаційних міркувань їх блоки і картери мають численні люки обслуговування і перевірки, і навіть головки циліндрів можуть мати знімні(відокремлені) клапани з сідлами.

## Матеріал для виготовлення блоків циліндрів та гільз
Основне джерело: Олександр Попов, П. Клюкін, Олександр Солнцев, Владислав Осипов, Віталій Гаєвський. Основи конструкції сучасного автомобіля. — 338 с. — ISBN 9785457387928.
Дивлячись по вибраній літровій масі (кг/л робочого об'єму), необхідних експлуатаційних характеристик, призначення, наступності та технологічності виготовлення конструкції при проектуванні вибирають один з варіантів компонування (розташування циліндрів), а також матеріал блоку циліндрів.
Циліндр працює в умовах змінних тисків у надпоршневій порожнині. Його внутрішні стінки контактують з полум'ям та гарячими газами, температура яких сягає 1500…2500°С. Середня швидкість ковзання поршневих кілець по стінках циліндра в автомобільних двигунах досягає 12…15 м/с в умовах недостатнього змащування. Тому матеріал стінок циліндрів повинен мати високу механічну міцність, а конструкція стінок — підвищену механічну жорсткість. Поверхні стінок циліндрів повинні добре протидіяти згаданим вище видам зношування. Крім цього матеріали для виготовлення циліндрів повинні мати добрі технологічні (ливарні) параметри, та здатність до обробки різанням.
Якщо немає жорстких обмежень по масі (стаціонарний, судновий, тракторний двигуни) то матеріалом для виготовлення блоків циліндрів зазвичай слугує перлітний сірий чавун (або ріжучий) з невеликим додаванням нікелю та хрому. Якщо ж потрібне зниження маси (транспортні двигуни), то може бути виправдане застосування легких алюмінієвих або (рідше) магнієвих сплавів. Найбільш важливе максимальне полегшення блоку циліндрів (та інших деталей) для поршневих авіаційних двигунів, тут економічно виправдані високолеговані сталі, легкі метали, і композити. При допустимій літровій масі 80-100 кг/л зазвичай застосовують чавун.

### Чавун
Перевагами сірого чавуну є:
- низька ціна;

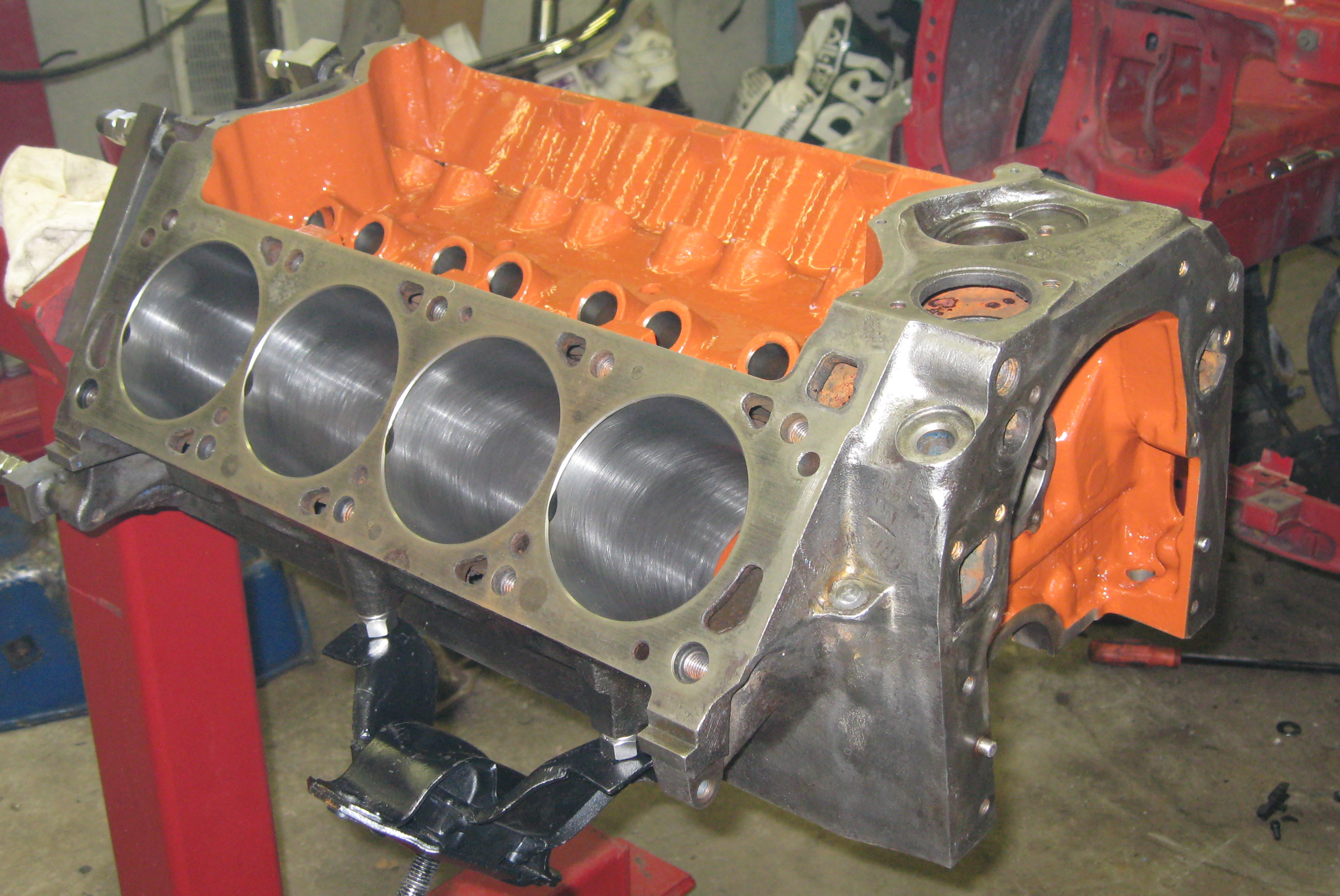
Суцільно вилитий чавунний блок двигуна конфігурації V8.

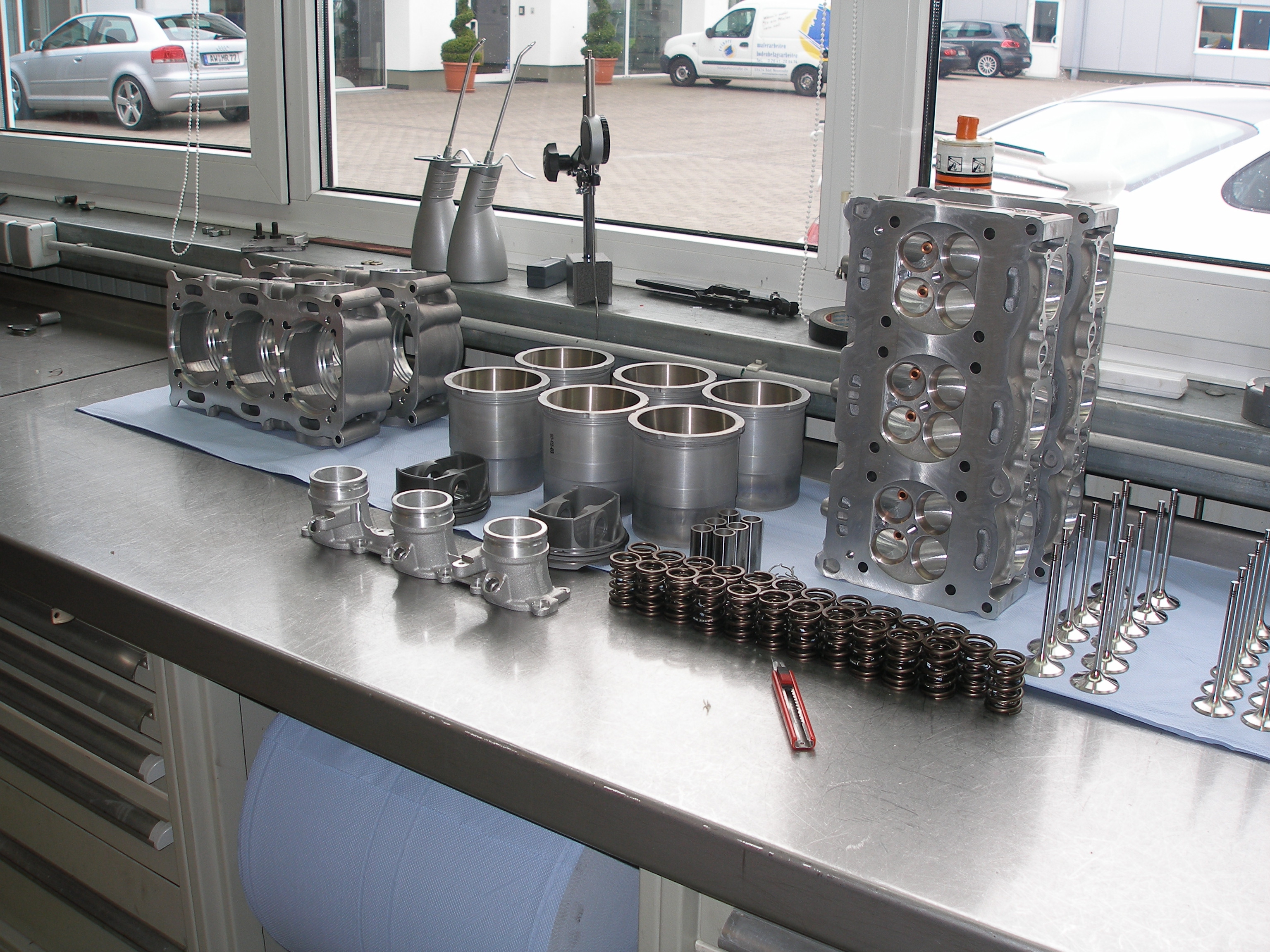
Блок циліндрів двигуна автомобіля Porsche з мокрими гільзами.

- висока технологічність лиття та мехобробки (стружка відколюється, високі режими різання);
- стабільність властивостей, включаючи термічні, мінімальне викривлення;
- високі демпфуючі властивості матеріалу;
- підвищена твердість, малочутливість до перегріву;
- можливість загортати кріплення (болти) безпосередньо в блок;
- зручність ремонту тріщин (запаювання латунню, заварка, епоксидний клей);
- висока твердість поверхонь, що дозволяє недбале поводження;
- висока зносостійкість та антифрикційні властивості дозволяють виготовляти циліндри заодно, без вставних гільз ;
- спрощення обробки корінних ліжок, оскільки кришки також чавунні;
- застосування сталевих, а не складових алюмінієвих штанг, у разі компонування з нижнім розподільним валом.

Основним недоліком чавунів є велика маса (щільність вища в 2,7 рази), і менша теплопровідність. Ливарні сталі для виливки блоків не застосовують, оскільки їхні ливарні властивості гірші, а товщини стінок і вага визначаються жорсткістю виливки, а не граничними характеристиками міцності. До того ж демпфування у сталей гірше.
В останні десятиліття для збільшення твердості циліндри чавунних блоків (або тільки гільзи) піддають лазерному відбілюванню: промінь проходить поверхню по спіралі, переплавляючи сірий чавун у білий тонкому шарі. Білий чавун має високу твердість, але обмежена товщина і висока твердість шару ускладнює при ремонті операцію розточування  .
У разі виготовлення безгільзового блоку, його таврують у відповідність до діаметра розточування циліндрів. Зазвичай блоки розбивають за розмірами 0,01 мм. Це потрібно для встановлення на фабриці поршні відповідного відхилення і гарантує встановлений інструкцією невеликий монтажний зазор поршень-циліндр. Найчастіше таврування літерою (A, B, C, D, E) можна зустріти на нижній площині блоку вітчизняних двигунів. Звичайно, після розточування це втрачає сенс.

### Алюмінієвий сплав

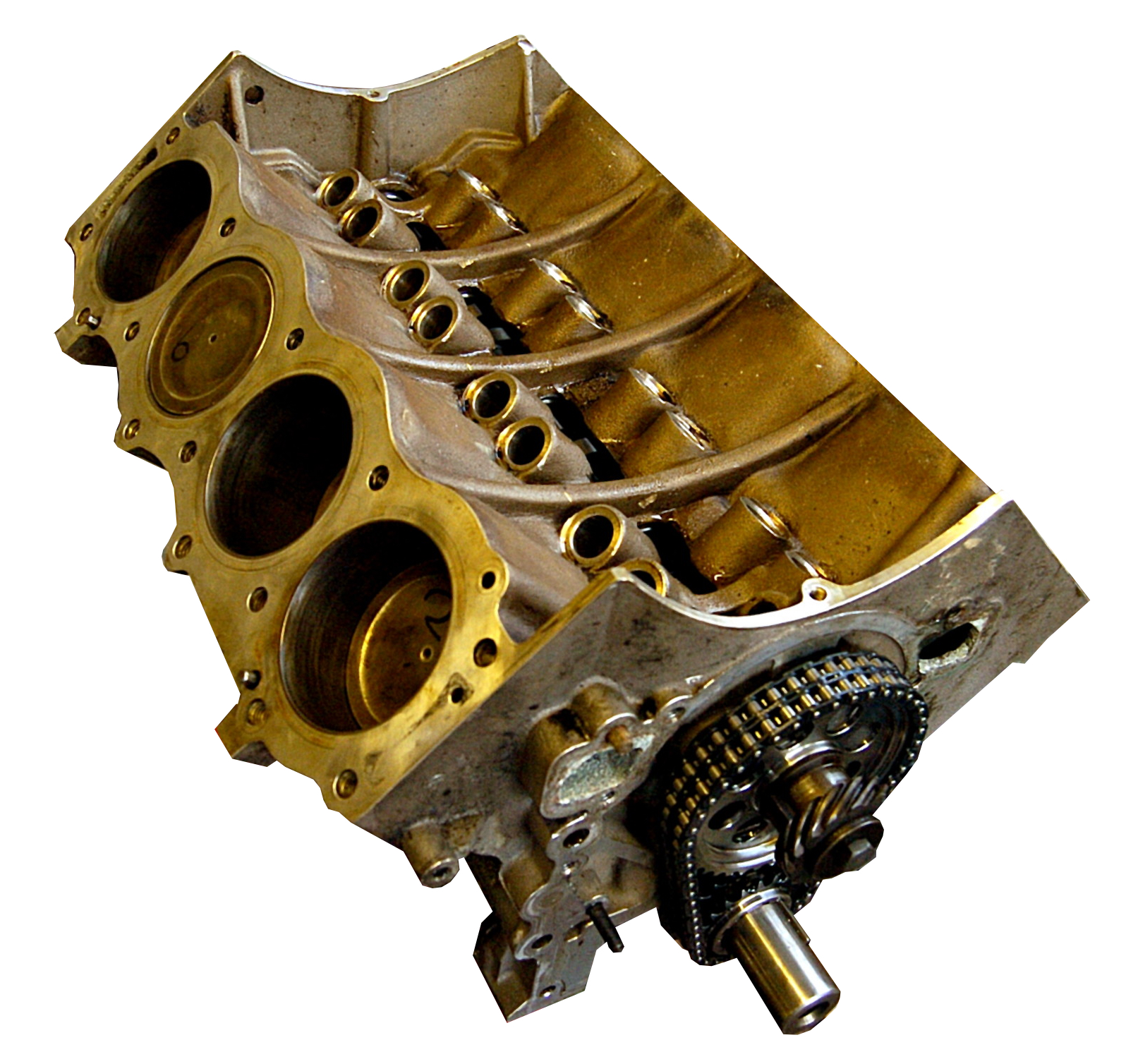
Алюмінієвий блок циліндрів двигуна Rover V8 із встановленими у ньому чавунними мокрими гільзами з верхньою фіксацією

Блоки циліндрів з алюмінієвих сплавів є легкими за масою і краще охолоджуються, однак у них виникає проблема із забезпеченням зносостійкості та ремонтопридатності стінок циліндрів. Тому на першому поколінні двигунів з алюмінієвим блоком застосовували вставні «мокрі» гільзи з сірого чавуну, що слугували стінками циліндрів і безпосередньо омивалися охолоджувальною рідиною. Ця конструкція, розроблена у 1930-х роках, набула поширення у 1950-х, причому лише у Європі, де її використовували виробники спортивних і дорогих представницьких машин (BMW, Jaguar, Rover, деякі італійські виробники), і в СРСР, де алюмінієві блоки циліндрів використовувались на автомобілях власної розробки, що окрім згаданих переваг давало можливість проводити економічно вигідний капітальний ремонт двигуна простою заміною гільз.
Алюмінієві сплави (кремнійміст) значно дорожчі, зате дозволяють знизити масу двигуна. Жорсткість (і можливість форсування) обмежені, особливо при використанні вставних гільз із нижнім базуванням (розтягують блок). Ці сплави мають ряд особливостей, які слід враховувати при виготовленні та експлуатації блоків:
- необхідність вставної або залитої гільзи із твердого матеріалу;
- установка шпильок, щоб уникнути зриву різьблення з блоку;
- велика акуратність при ремонті, щоб уникнути пошкодження поверхонь;
- чавунні кришки підшипників вимагають великої твердості борштанг при розточуванні ліжок[12];
- точну затяжку кріплення (динамометр), щоб уникнути деформацій та/або вириву кріплення;
- суворе застосування некорродуючої охолодної рідини.

Алюмінієві блоки, крім чавунних вставних гільз, можуть бути хромовані, покриті нікасилом, алюсилом, або мати вставні алюсилові гільзи. У всіх цих випадках зменшується маса, але ремонт ускладнений.
У 1980-х роках почала набувати поширення технологія, за якою в алюмінієвий блок запресовувались тонкостінні «сухі» чавунні або композитні гільзи, що по всіх зовнішніх поверхнях контактували з алюмінієвим матеріалом. Такі двигуни досить поширені. Однак, такі блоки також не є позбавленими недоліків, оскільки коефіцієнти температурного розширення чавуну й алюмінієвого сплаву не є однаковими, що вимагає додаткових заходів для недопущення відривання гільзи від блока при прогріванні двигуна та потенційно зменшує його довговічність.
Альтернативний підхід до вирішення описаної проблеми передбачає використання суцільно алюмінієвого блока, стінки циліндрів у якому зміцнюють з використанням спеціальних технологій. Наприклад, на піонері цього напрямку — двигуні Chevrolet Vega 1971 року — блок виливався із алюмінієвого заевтектичного сплаву з вмістом до 17 % кремнію (фірмова назва Silumal®), а спеціальна обробка стінок циліндрів хімічним травленням збагачувала поверхневі шари кристалами кремнію (кислота спеціально підібраного складу вимивала алюміній, не зачіпаючи кремній), доводячи таким чином поверхневі шари до потрібного стану та твердості. Тим не менше, досвід виявився невдалим: двигун був дуже чутливим до якості мастильних матеріалів та до перегрівання, мав незадовільний ресурс і часто виходив з ладу набагато раніше від вичерпання нормативного ресурсу через знос стінок циліндра, відновлення яких виявилось дорогим і неможливим у звичних умовах ремонтних підприємств. Це спричинило гучні скандали і потягло за собою мільйонні збитки для компанії GM.
У подальшому аналогічний матеріал і технологію його обробки було доведено до досконалості європейськими автовиробниками (Mercedes-Benz, BMW, Porsche, Audi) і у 1980— 90-х роках вона була запроваджена на серійних моделях авто під назвою Alusil® (марка сплаву AlSi17Cu4Mg) з використанням методу лиття під низьким тиском. Якщо глянути на шліф цього сплаву під мікроскопом, видно, що сплав не є однорідним: на фоні алюмінію видно темні острівці кремнію. Оброблене дзеркало такого циліндра своїми властивостями буде нагадувати хонінговане чавунне: моторна олива на ньому буде затримуватися, але не в борозенках від хона, а між виступаючими з алюмінію острівцями кристалів кремнію. Ці острівці, крім того, забезпечують необхідну твердість і створюють потрібну пару тертя «стінка блока — поршень». Такий блок циліндрів можна при ремонті навіть у певних межах розточувати, оскільки товщина зміцненого шару алюмінію з підвищеною концентрацією кремнію становить порядку декількох мікрон з повторним хімічним травленням після хонінгування з використанням спеціальних брусків. Тим не менше, чутливість таких блоків до перегрівання та якості мастильних матеріалів залишилась — такі двигуни вимагають високої культури експлуатації й обслуговування, а їх температурним режимом повинна керувати електроніка.
Відносно недавно німецька фірма Kolbenschmidt розробила технологію, за якою у звичайний блок з алюмінієвого сплаву запресовуються готові алюміній-кремнієві гільзи, із зміцненими стінками з підвищеним (до 27 %) вмістом кремнію (технологія Locasil®), що дозволило знизити собівартість такого рішення і частково вирішити проблему ремонтопридатності. Це було першим поколінням такого роду технології, що наразі вже не використовується але ідея локального використання сплаву алюмінію з потрібними властивостями у вигляді вставних гільз набула подальшого розвитку.
Наразі застосовується технологія Locasil®II, яка краще задовольняє поставлені технічні вимоги. Пористі преформи із вмістом 25 % дрібнодисперсного (30…70 мкм) кремнію виготовляють з використанням гель-сублімаційного лиття, з подальшим спіканням з доевтектичним ливарним сплавом вторинного алюмінію, що використовується для виливання блока. Для виготовлення блока використовується процес лиття під високим тиском який забезпечує поряд з повільним заповненням форми високий тиск для належного взаємного проникнення матеріалів. Завершальною операцією є спеціальний процес хонінгування з отриманням оптимальних трибологічних параметрів поверхні.
В іншому рішенні, спочатку фірма PEAK Werkstoff GmbH почала виготовляти гільзи зі сплаву AlSi17Cu4Mg методом лиття під високим тиском. Далі з'явилось технологічне рішення від Daimler AG — Silitec®. Суть цього методу полягає в тому, що у звичайний алюмінієвий блок запресовуються при виробництві кремнієвмісні гільзи, отримані методом відцентрового лиття з упорскуванням розпиленого розплаву (англ. spray compaction technology). Кремній у результаті швидкого охолодження при твердінні набуває дрібнозернистої щільної структури з високою однорідністю і довговічністю властивостей.
Альтернативна технологія Nicasil — нікелеве покриття на алюмінієвих стінках циліндрів з напиленням кристалів карбіду кремнію, застосовувалася ще в 60-ті — 70-ті роки для двигунів дорогих спортивних автомобілів, зокрема — використовуваних у Formula 1. Із сучасних двигунів такі блоки мали мотори М60 і М52 фірми BMW, причому їх продажі в деяких країнах супроводжувалися скандалом — «нікасіл» руйнувався від реакції з деякими сортами палива, що містять підвищену концентрацію сірки (що характерно, зокрема, для деяких регіонів США та Росії)). Головний же недолік «нікасилу» — тонке нікелеве покриття легко пошкоджується, наприклад, при обриві шатуна або прогарі поршня, і блок не підлягає відновленню.
Отже, і Locasil®, і Silitec® при капітальному ремонті двигуна означають вибір традиційного способу гільзування. Складніші технології підвищення характеристик поверхонь циліндрів з алюмінієвих сплавів передбачають поверхневе нанесення необхідних матеріалів в навантажених зонах.
Один з поширених і досить сучасних способів — газотермічне напилення на алюмінієву поверхню циліндра (Goedel®). Це використовує наприклад VW, використовуючи плазмове напилення при виробництві низки своїх двигунів. В результаті плазмового напилення отримують покриття товщиною 0,18…0,22 мм, яке має високу твердість та стійкість до зношування. Це покриття при первинній обробці нового блока, як і чавунну гільзу розточують під потрібний розмір та хонінгують. Плазмове покриття має ще одну особливість: воно пористе - здатне утримувати мастило. Ця особливість дозволила змінити кут нахилу борозенок, що залишаються після хонінгування, зробити цей кут меншим — і тим самим зменшити витрату моторної оливи при експлуатації.
Ще одна технологія поверхневого зміцнення — це лазерне легування поверхні циліндра у блоці циліндрів, отриманому традиційними методами лиття при низькому тиску, що отримала назву Tribosil®. Поверхні циліндрів при локальному розплавленні скануючим променем лазера збагачуються частинками кремнію (розміром < 10 мкм), що подається у зону розплавлення у вигляді струменя пудри, аж до створення заевтектичної структури у товщині шару до 0,6 мм, яка після хонінгування характеризується високою зносостійкістю.
Альтернативою до напилення є технології Nikasil® та Galnical® — отримання гальванічним методом нікелевого покриття з вмістом (близько 10 %) кристалів (розміром 1-3 мкм) карбіду кремнію на алюмінієвих стінках циліндрів. Цю технологію обмежено застосовували ще у 1960-70-х роках для двигунів дорогих спортивних авто. Обидві технології і Nikasil®, і Galnical® використовуються в серійному виробництві. Такі блоки мали двигуни M60 та M52 фірми BMW, причому їх продажі у деяких країнах супроводжувались скандалом — Nikasil руйнувався від хімічної реакції з деякими сортами пального, що містили підвищену концентрацію сірки. Ця проблема суттєво обмежила застосування такої технології.

### Магнієвий та інші
Блоки магнієвого сплаву дозволяють ще більше знизити масу блоку, ніж застосування алюмінію. Найбільша ефективність від цього досягається в потужних бензинових двигунах швидкісних машин. Але магнієві ливарні сплави майже такі ж дорогі, як і алюмінієві, складніше технологічно, а механічні властивості магнію дещо гірші (менша пластичність дає зниження міцності втоми проти алюмінієвих сплавів). Це дозволяє отримати виграш у вазі переважно на вузькоспеціалізованих спортивних моторах. Деякий виняток — двигун "Запорожця" з картером з авіаційного магнієвого сплаву МЛ-5 (і окремими чавунними циліндрами), бензопилка «Дружба-4». Твердість і корозійна стійкість магнієвих сплавів зазвичай поступається металам з переважанням алюмінію. У магнієвий блок не можна навіть безпосередньо повертати сталевий кріплення — тільки через алюмінієві вертрів, або використовуючи алюмінієві болти. Однак, магнієві сплави мають дуже високе демпфування, отже, такі двигуни працюють тихіше.
Блоки з легких сплавів естетичніші, і справляють враження високої культури виробництва. І алюмінієві, і магнієві блоки при використанні залитих гільз або твердого покриття (алюсил, нікасил) мають майже рівні з поршнем коефіцієнти розширення, тому монтажний зазор поршня може бути меншим. При нагріванні двигуна з алюмінієвим блоком сталевий шатун подовжується менше, тому ступінь стиснення дещо зменшується щодо холодного двигуна, що також вигідна відмінність.
Американською фірмою Crosley випускалися двигуни CoBra (Copper Brazed = «паяння мідним припоєм») з блоком циліндрів зі штампованого листового металу, з'єднаного пайкою мідним припоєм. Ці двигуни спочатку використовувалися як генераторні в авіації і на флоті, і в таких умовах мали прийнятний моторесурс, проте при застосуванні на малолітражному легковому автомобілі виявилися ненадійними, через що були замінені на двигуни зі звичайним чавунним литим блоком.
Проводилися експерименти зі створення пластикового двигуна, з армуванням арамідом.
На початку історії розвитку автомобілів могли також використовуватись латунні блоки циліндрів, що пояснювалось високою технологічністю цього сплаву при литті.

## Компонування та характеристики блоку циліндрів

#### Розташування циліндрів

V-подібний перевернутий двигун Юнкерса на стенді

Компонування блоку визначено обраним розташуванням циліндрів. Рядна компоновка технологічно найпростіша, дає досить важкий блок, зате розточування його не становить труднощів. Варіанти колінвала — повноопорний і неповноопорний, установка на шарикопідшипниках або вкладишах. Блок може мати проходи для рідини між циліндрами або (рідше, на малорозмірних) не мати їх. В останньому випадку економляться розміри та маса. Рядне розташування циліндрів найпоширеніше у великих суднових дизелях, де зручність складання та обслуговування важливіша за літрову масу.
V-подібний двигун має два варіанти виконання блоку — зі зміщенням лівого і правого блоків між собою (поряд стоять шатуни на шийці), або без зміщення (причіпний шатун, нерівні ступеня стиснення на лівому та правому блоках). Корінні підшипники також ковзання чи кочення. Ці перші два варіанти (рядний та V-подібний) широко поширені в автомобілебудуванні. Серед інших вимог, для багато циліндрових двигунів буває важче задовільнити умову повного врівноваження двигуна для числа циліндрів менше 12, тоді як рядний 6-циліндровий двигун повністю врівноважений. Блок «перевернутого» V-подібного двигуна Юнкерса принципово відрізнявся мало, основні його відмінності в прикріплених деталях (такі двигуни мали широке поширення у поршневій авіації).
W-подібний і зіркоподібний двигуни  дають ще більш компактний блок і короткий вал, що знижує вагу блоку двигуна, але мають меншу жорсткість, ніж два перші варіанти, і складні в ремонті. Широко застосовувалися до витіснення газовими турбінами в судах на повітряній подушці, катерах-мисливцях (прикордонних), гвинтовій авіації. Зіркоподібні досі мають застосування на деяких типах гелікоптерів. Для збереження необхідного рівня надійності вимагають високої культури виробництва та трудомісткого обслуговування/ремонту. Вартість таких двигунів досить велика.
У всіх випадках розміри блоку визначаються трьома величинами — діаметром циліндра, ходом поршня і кількістю циліндрів. Блок є складною деталлю, яка відчуває знакозмінне складне навантаження з термічними навантаженнями, тому може бути розрахований лише приблизно. Після виготовлення нового варіанту блоку циліндрів його піддають тривалим випробуванням на моторному стенді, для відшукання та усунення слабких місць конструкції, у тому числі, використовуючи тензодатчики. Блок циліндрів повинен мати достатню (високу) жорсткість, щоб уникнути недопустимої овалізації циліндрів та задира поршнів. Важлива також жорсткість картера, що забезпечує надійну роботу без задирання рамових (корінних) підшипників, а також достатню відпустку перед розточуванням ліжок, щоб уникнути їх неспіввісності при можливому короблення блоку.
Діаметр і кількість циліндрів або визначаються замовником (наступність конструкції, форсування та доведення), або обчислюються за результатами теплового розрахунку, і уточнюються в процесі доведення. Зазвичай при моторних випробуваннях виявляються та усуваються слабкі місця блоку циліндрів. Для збільшення жорсткості блоку циліндрів у зборі з картером, вісь роз'єму картера виконують нижче за осі валу; у деяких випадках застосовують рамну конструкцію підшипників навіть на автомобільних двигунах (Mitsubishi Mini Cab, мотор 0.8L).
Найбільш чисто і точно обробляють наступні поверхні блоку: ліжка корінних підшипників, отвір під розподільний вал (або втулки розподільного валу), посадкові поверхні гільз (за їх наявності), поверхню циліндрів, площину або площини сполучення з головками блоку. Чистота і рівність цих поверхонь має велике значення при складанні, навіть невеликий шматочок прокладки, що пристає (іржа, вм'ятина, тріщина) може призвести до прориву в цьому місці масла, тосолу або газів, зіпсувавши довгу працю моториста. Тому площини оглядають і зачищають особливо ретельно, а ліжка та втулки перевіряють нутроміром на розмір і некруглість (при затягнутих бугелях). При пошкодженні площин їх найчастіше потрібно шліфувати, причому при складанні потрібно врахувати зміну розміру (наприклад, збільшення виступу поршня) і вжити потрібних заходів (наприклад, підрізати поршні).

#### Тип охолодження
Основні варіанти — водяне та повітряне охолодження. Олійне застосовується для деяких двигунів спеціальної конструкції з підвищеним ККД, що працюють на рослинних оліях. Водяне охолодження (антифриз) застосовується найчастіше, дозволяючи більшу свободу в місці розташування виходу гарячого повітря (включаючи використання його для опалення салону в зимовий час). Транспортні двигуни на машинах, що рухаються з великою швидкістю, легко розсіюють тепло в радіаторі, використовуючи потік повітря, що набігає. Оскільки зі збільшенням потужності, що віддається двигуном, зростає і швидкість обдування радіатора, характеристики ці узгоджені.
Повітряне охолодження вимагає ребра циліндрів, які в таких двигунах майже завжди виконуються окремими. Перевагою є механічна простота та зниження маси, швидкий вихід двигуна на робочий тепловий режим. Однак ускладнюється завдання підтримки оптимального теплового режиму в широкому інтервалі навантажень і температури повітря, що надходить. Крім того, такий двигун більш шумний («дзвінок»), оскільки шум згоряння крізь тонкі стінки гільзи передає вібрації на високі ребра охолодження. Тому такий варіант охолодження в автомобілях вже не популярний, але зустрічається в стаціонарних двигунах, культиваторах, газонокосарках, тракторах та мотоциклах; мав найширше застосування в авіаційних поршневих двигунах.
При водяному охолодженні блок може мати вставні гільзи або виготовлений заодно, тобто отвори розточені в самій виливки блоку. Перший варіант найчастіше у малорозмірних, особливо рядних блоків. Водяні канали можуть йти послідовно від циліндра до циліндра (малорозмірні або застарілі моделі) або паралельно. У разі розподіл води забезпечується каналами в голівці (головках) блоку циліндрів.
Сучасні блоки мають невелику висоту сорочки охолодження, 50-60 % довжини гільзи, на відміну старих конструкцій. Це зменшує обсяг рідини (прискорює прогрів), і цілком достатньо підтримки теплового режиму циліндра (оскільки тепловіддача у нижній частині гільзи порівняно невелика).

#### Тип мастила
Вибраний тип мастила — розбризкуванням, центральне або індивідуальне під тиском, — визначає розташування масляних отворів, свердлінь у ліжках та колінчастому валу. Індивідуальна під тиском (з підведенням олії до кожної постелі) найбільш поширена, центральна досі застосовується на застарілих дизелях (УТД-20 , 7Д6 , 7Д12).

#### Наявність знімних гільз
Має свої плюси та мінуси. При цьому завжди прискорюється ремонт, так як розточування замінюється на просту заміну гільзи, немає необхідності в ремонтних розмірах, менше відхилення товщини циліндра при виготовленні, спрощується виливок блоку, є можливість застосувати якісніший чавун у гільзах, ніж у блоці із сірого чавуну. Деякі двигуни без гільз мають вставку з якісного чавуну у верхній частині циліндра, як більш дешеве вирішення проблеми ресурсу.
Однак, установка гільз збільшує вартість і частково знижує надійність (пропуск рідини по нижньому ущільненню) блоку. Крім того, такий блок завжди важчий, оскільки гільза працює на стиск, а блок розтягується (довше силове замикання). При базуванні гільзи зверху обтяження зменшується. Збільшується обсяг механічної обробки. Іноземні дизелі середнього розміру найчастіше мають базування гільзи посередині, щоб скоротити висоту сорочки охолодження і зменшити обтяження проти варіанту з нижнім базуванням. Знімні гільзи мають зазвичай від 2 до 3 ущільнювальних кілець, причому в іноземній практиці нижнє кільце часто є страхувальним, і перед ним є отвір для виходу антифризу назовні. Якщо з отвору починає текти — верхні кільця втратили пружність (перегрів), і двигуну потрібен ремонт. Ця конструкція виключає попадання антифризу в олію з ймовірним задиркою колінвалу, і тому дуже вдала.

## Несправності блоку циліндрів
При нормальній експлуатації спостерігається поступове зношування поверхні циліндрів. Якщо блок циліндрів не має змінних гільз, то після досягнення граничного розміру його розточують до наступного ремонтного розміру з установкою відповідної поршневої. Можна на певний час відсунути розточування установкою кілець наступного ремонту з їх припасуванням, але можливо, доведеться змиритися зі стукотом холодних поршнів, і трохи підвищеною витратою масла. Якщо блок має змінні гільзи, то вони підлягають заміні з кільцями і (зазвичай) з поршнями.
Важливо : при встановленні кілець в не розточений блок потрібно виставляти зазор в замку не у верхній частині, де зношування більше, а в нижній. Перевіряти у незношеному верхньому пояску необхідності немає, оскільки кільця його не досягають. Все ж таки корисно очистити цей поясок від нагару «нульовкою» для полегшення монтажу кілець.
Решта несправності блоку циліндрів викликані неправильною експлуатацією, або фабричним дефектом. При розморожуванні блоку сорочка зовні тріскається, і підлягає заварюванню аргоном (алюмінієвий сплав), запаюванню латунню або заклеюванню епоксидним клеєм (чавунний блок). Виниклі тріщини в невідповідних місцях можуть заварюватися (чавун — електродом з чорним маркером, алюміній — зварюванням аргоном), корродовані місця під гільзи можуть наплавлятися і розточуватися.
Фабричний дефект може мати дві причини: конструкторські помилки, що призводять до систематичних руйнувань (тріщини) у великому відсотку блоків, та дефекти на конвеєрі. Наприклад, після виливки (але перед механічною обробкою) заготівля повинна пройти природну або штучну релаксацію напруги. Коли через реформи на АвтоВАЗ складський цикл зберігання скоротили, пішов масовий дефект (короблення) блоків після мехобробки. Тому довелося вводити витримку виливків при температурі релаксації напруг. Можливі такі види дефектів як негерметичність сорочки (тріщини, нориці), виходи дефектів на поверхню циліндра, відхилення розмірів, короблення.
У разі переплутування кришок корінних підшипників може виникнути необхідність розточування ліжок — після просаджування кришок на необхідну величину 2-4 мм і ретельного базування ліжка розточують борштангою напрохід. Те саме роблять після провороту вкладишів, якщо блок дорогий, і доступне гарне верстатне обладнання.
У разі вириву шпильки з різьбленням з блоку — висвердлюють обломиш (якщо він залишився), потім нарізають збільшене різьблення, і повертають ремонтну шпильку. Такі проблеми найчастіше трапляються в алюмінієвих блоках. У разі пошкодження газового стику в блоці із сухою гільзою поверхню шліфують до усунення дефекту. При цьому потрібно контролювати виступання поршнів над площиною при складанні — при перевищенні норми поршні доведеться підточити в розмір, щоб уникнути зіткнення з головкою. Зважаючи на різноманітність конструкцій блоків, слід у загальному випадку покладатися на інструкцію з ремонту відповідного двигуна.